# Union gabonaise de banque
L'Union gabonaise de banque (UGB) est une banque gabonaise universelle fondée en 1962, et appartenant au Groupe Attijariwafa Bank. C'est la troisième banque du Gabon en termes d'actifs en 2022.

## Histoire
L'UGB a été fondée en 1962 avec pour actionnaires le Crédit lyonnais, Deutsche Bank, Banca Commerciale Italiana ainsi que l'État gabonais. Après le retrait de certains des actionnaires originels, le Crédit lyonnais devient l'actionnaire majoritaire de la banque. En 2003, à la suite du rachat du Crédit lyonnais par le Crédit agricole, l'UGB est intégrée au groupe Crédit agricole. Désirant se séparer de cinq de ses filiales africaines, le Crédit agricole signe un protocole d'accord avec Attijariwafa Bank en 2008. Cette vente est finalisée en 2009.